# Northeastern Manitoulin and the Islands
Northeastern Manitoulin and the Islands – gmina o statusie miejskim w Kanadzie, w prowincji Ontario, w dystrykcie Manitoulin. Położona jest na wyspie Manitoulin, która leży na jeziorze Huron. Powstała w 1998 roku poprzez połączenie miasta Little Current, kantonu Howland i szeregu małych wysp, otaczających wyspę Manitoulin (łącznie z tymi u jej zachodniego krańca).
Liczba mieszkańców Northeastern Manitoulin and the Islands wynosi 2 711. Język angielski jest językiem ojczystym dla 90,3%, francuski dla 3,4% mieszkańców (2006).